# Hope Is a Dangerous Thing for a Woman Like Me to Have – but I Have It
«Hope Is a Dangerous Thing for a Woman Like Me to Have – but I Have It» (en español: «La esperanza es algo peligroso para una mujer como yo tener –  pero la tengo») es una canción de la cantante estadounidense Lana Del Rey. Polydor Records la lanzó como sencillo el 9 de enero de 2019, para promocionar el sexto álbum de estudio de Del Rey, “Norman Fucking Rockwell!”. Fue llamado el tercer sencillo «fan» del álbum, después de “Mariners Apartment Complex” y «“Venice Bitch”.

## Antecedentes
A principios de enero de 2019, Del Rey publicó una vista previa de la canción en Instagram y dijo en un comunicado que era una «pista de fans». La canción se llamó originalmente «Sylvia Plath», en honor a a poeta estadounidense a quien ella hace referencia en la canción.

## Composición
“Hope Is a Dangerous Thing for a Woman like Me to Have – but I Have It” es una balada con un «piano silenciado que suena bajo el agua» y una «melodía elegíaca». El productor Jack Antonoff dijo en Twitter que la pista fue grabada en su primera sesión de grabación con Del Rey y que fue «grabada sin clic en su mayoría en vivo». También comentó que su combinación de «piano de fieltro» y la «voz perfecta» de Del Rey habían «sonado exactamente así en la sala». En la canción, Del Rey habla sobre religión, familia, romance problemático, su lucha contra el alcoholismo, su viaje a la sobriedad» y su rechazo a la fama y su compleja relación con el centro de atención.

## Recepción

### Crítica
La pista recibió elogios de la crítica. Escribiendo para Rolling Stone, Ryan Reed calificó la canción de «triste» y una meditación sobre «religión, familia, alienación y los mitos que rodean a las celebridades». Nick Reilly de NME dijo que la canción presenta a Del Rey «entregando una de sus ofrendas más confesionales hasta la fecha mientras se compara con la problemática ícono de poesía Sylvia Plath». Trace William Cowen de Complex la llamó «deliciosamente minimalista». Winston Cook-Wilson de Spin encontró que la canción estaba «excepcionalmente diseñada» con una «destacada letra».

## Personal
Técnico
- Laura Sisk – ingeniería de grabación, mezcla
- Jack Antonoff – ingeniería de grabación, mezcla
- Chris Gehringer – masterización
- Will Quinnell – asistente ingeniero en masterización

Músicos
- Lana Del Rey – voz
- Jack Antonoff – piano

## Listas

### Semanales
| Bélgica        | Ultratip Flanders                   | 31 |
| Bélgica        | Ultratip Wallonia                   | 24 |
| Canadá         | Billboard Canadian Digital Songs    | 45 |
| Escocia        | Official Charts Company             | 77 |
| Eslovaquia     | Singles Digitál Top 100             | 70 |
| Estados Unidos | Billboard Alternative Digital Songs | 8  |
| Francia        | Top 100 best sold singles           | 68 |
| Hungría        | Single Top 40                       | 40 |
| Irlanda        | Top 50 Singles                      | 80 |
| Nueva Zelanda  | New Zealand Hot Singles             | 22 |
| Reino Unido    | Official Charts Company             | 99 |
| Suecia         | Sverigetopplistan                   | 1  |